# Angolatitan
Angolatitan adamastor
«  Angolatitan adamastor » redirige ici. Pour les autres significations, voir Adamastor.
Genre
Espèce
Angolatitan (« titan angolais ») est un genre de dinosaures sauropodes du Crétacé supérieur, retrouvé en Angola. C'est le premier dinosaure à avoir été découvert dans ce pays. L'espèce type, Angolatitan adamastor, a été décrite par Octávio Mateus et al. en 2011. L'épithète spécifique fait référence à Adamastor, un monstre marin mythologique.
L'espèce type est basée sur l'holotype MGUAN-PA-003 retrouvé dans une strate de la formation d'Itombe (en), datée du Turonien. Il est composé de fragments fossilisés de membres, dont la scapula, l'humérus, l'ulna, le radius, et trois métacarpes, conservés au musée géologique de l'université Agostinho-Neto, à Luanda.

## Découverte
Lors de la guerre civile angolaise, il n'était pas possible d'effectuer des recherches paléontologiques en Angola. 
Après la fin de la guerre en 2002, le projet PaleoAngola a organisé les premières expéditions paléontologiques depuis les années 1960. La première de ces expéditions a débuté en 2005 et a mené à la découverte de l'Angolatitan par Octávio Mateus le 25 mai près de Iembe, dans la province de Bengo. L'extraction s'est effectuée en mai et août 2006.